# Yakov Alksnis
Pour les articles homonymes, voir Alksnis.
Yakov Ivanovitch Alksnis (russe : Яков Иванович Алкснис, letton : Jēkabs Alksnis), né le 4 janvier 1897 (26 janvier 1897 dans le calendrier grégorien) à Naukšēni (novads), mort exécuté le 29 juillet 1938          à Kommounarka, est un officier soviétique, komandarm de 2e rang et le commandant de l'Armée de l'air rouge de 1931 à 1937.

## Biographie
Jēkabs Alksnis naît dans une famille de métayers de la ferme Pakuli, dans le volost de Naukšēni, dans le district de Valmiera, dans le gouvernement de Livonie, dans l'Empire russe (actuellement en Lettonie). À partir de l'âge de 7 ans, il travaille comme berger. Il étudie à l'école paroissiale de Rāmnieki (1907–1913) puis au séminaire d'enseignants (lycée) de Valmiera (1913–1917). En 1916, il adhère au PSDTL, organisation territoriale lettonne du POSDR alors illégal.
En mars 1917, après la révolution de Février, Alksnis est enrôlé dans l'armée russe dans le cadre de son service militaire  et envoyé à l'école d'infanterie militaire d'Odessa, avec un programme d'études de quatre mois. Après avoir obtenu son diplôme universitaire, l'enseigne Yakov Alksnis est affecté au 15e régiment sibérien, plus tard le 11e régiment sibérien, mais, se montrant peu fiable, il est dirigé vers le front occidental, à la 7e division du Turkestan, où il arrive peu avant la révolution d'Octobre.
Au début de 1918, à la suite du traité de Brest-Litovsk, il quitte l'armée russe et retourne à Valmiera en tant qu'ouvrier soviétique. Mais, en raison de l'occupation allemande, il doit partir pour Briansk, où il est nommé, à l'été 1918, président de la section locale du Soviet des prisonniers et des réfugiés et élu membre du comité de district du parti bolchevik.
Le 12 mai 1919, il est de nouveau enrôlé, cette fois dans l'Armée rouge : il est nommé commissaire militaire du quartier général du district militaire d'Orel puis, un mois plus tard, commissaire militaire de la province d'Orel. En septembre 1919, il devient commissaire militaire de la 55e division d'infanterie, qu'il contribue directement à former. Il participe à la victoire de l'Armée rouge contre la garde blanche et les détachements adverses dans la province d'Orel et contre des détachements cosaques sur le Don. Peu après, il est nommé au poste de commissaire militaire de la région du Don puis, en 1920, commandant adjoint du district militaire d'Orel pour la partie opérationnelle.
Diplômé de l'Académie militaire de l'Armée rouge (1921–1924), Alksnis est nommé successivement aux postes de chef adjoint du département d'organisation et de mobilisation du quartier général de l'Armée rouge, chef et commissaire du département de l'organisation des troupes, chef de la structure et du service des troupes. Il est l'un des premiers commandants de l'Armée rouge formés dans les établissements d'enseignement militaire de la Reichswehr, en Allemagne à la fin des années 1920.
De décembre 1926 à juin 1931, en parallèle à ses fonctions dans l'armée, Alksnis occupe les fonctions de président du comité de rédaction du journal Vestnik vozdushnogo flota (Bulletin de la flotte aérienne), rédigeant à plusieurs reprises des articles sur la tactique en matière d'aviation, son utilisation militaire, l'entraînement et la discipline de vol. En 1931, il fait paraître un livre, Krepite shefstvo nad vozdushnym flotom.
Le 26 août 1926, il est nommé chef adjoint de la direction de l'Armée de l'air rouge. Dans ces nouvelles fonctions, il poursuit la coopération avec la Reichswehr entamée sous son prédécesseur, Piotr Baranov (ru), en particulier le fonctionnement de l'École de pilotage de Lipetsk. Le 21 juillet 1929, avec le pilote Viktor Ossipovitch Pissarenko (ru), il effectue, à bord d'un avion Polikarpov R-5, un vol sans escale de Moscou à Sébastopol, couvrant 1 300 kilomètres avec une vitesse moyenne de 233 km/h. Le lendemain, 22 juillet, les deux hommes reprennent le même itinéraire, toujours sans escale.
La même année, Alksnis suit une formation pratique à l'école de pilotage militaire de Katcha, en Crimée ; il obtient, en novembre, son brevet de « pilote militaire ». Il sera renommé plus tard pour ses vols quotidiens,. Le transfuge Alexandre Barmine (en) le décrit comme « un adepte strict de la discipline avec de hauts niveaux d'efficacité. Il inspectait lui-même les pilotes officiers […],  non qu'il fût pointilleux ou qu'il s'intéressât le moins du monde à l'adresse pour elle-même, mais, comme il me l'a lui-même expliqué, voler requiert une attention constante aux détails […]. Il était peut-être entêté, mais c'était un homme de méthode qui a apporté un esprit nouveau dans l'aviation soviétique. C'est principalement grâce à lui que l'armée de l'air doit d'être l'arme puissante qu'elle est aujourd'hui ».

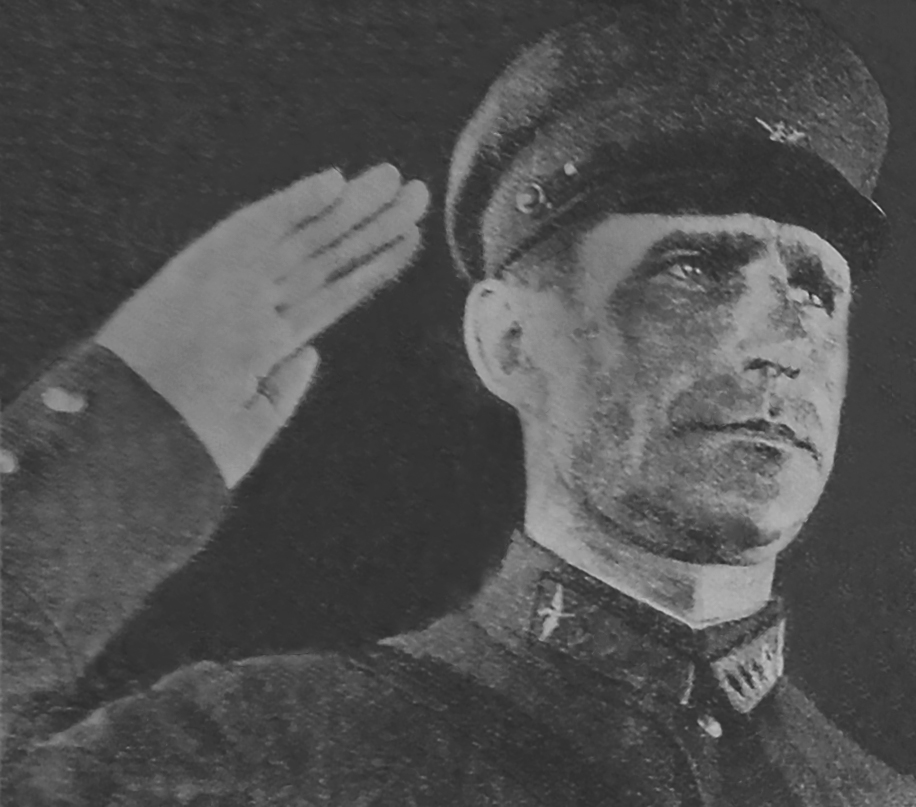
Yakov Alksnis à la 7e conférence de l'Union des jeunesses léninistes communistes (Komsomol) en 1932.

Toujours en 1929 il participe à la création de l'une des premières charachkas – un bureau de conception d'avions composé de détenus de la prison de Boutyrka, dont Nikolaï Polikarpov et Dmitri Pavlovitch Grigorovitch (en). En 1930–1931, la charachka, maintenant situé sur l'aérodrome Khodynka, produit le prototype Polikarpov I-5, qui aura un grand succès.
Le 21 juin 1931, Alksnis est promu commandant en chef de l'Armée de l'air rouge, devenant membre du Conseil militaire révolutionnaire de l'URSS puis du Conseil militaire du Commissariat du peuple à la défense, tandis que Polikarpov et plusieurs de ses collaborateurs sont amnistiés sous conditions. En 1935, l'aviation soviétique d'Alksnis possède la plus grande force de bombardiers au monde ; la production d'avions atteint 8 000 unités en 1936.
En novembre 1932, il propose de créer une Journée de l'aviation « dans le but de populariser l'aviation civile et militaire parmi les masses ». Selon Barmine, cette proposition a contribué à faire du parachutisme un sport de masse. Il a été influencé par l'un de ses subordonnés qui avait assisté à des sauts de parachutistes destinés à divertir le public aux États-Unis, à une époque où les pilotes soviétiques considéraient les parachutes « presque comme un instrument clinique ». Le Conseil des commissaires du peuple de l'URSS décide de célébrer chaque année la Journée de l'aviation le 18 août. Cette date coïncide alors avec la fin de la période d'entraînement d'été dans l'armée de l'air. Les premières vacances d'aviation ont lieu le 18 août 1933 à Touchino, près de Moscou. Le même jour, Alksnis est décoré de l'Ordre de Lénine.

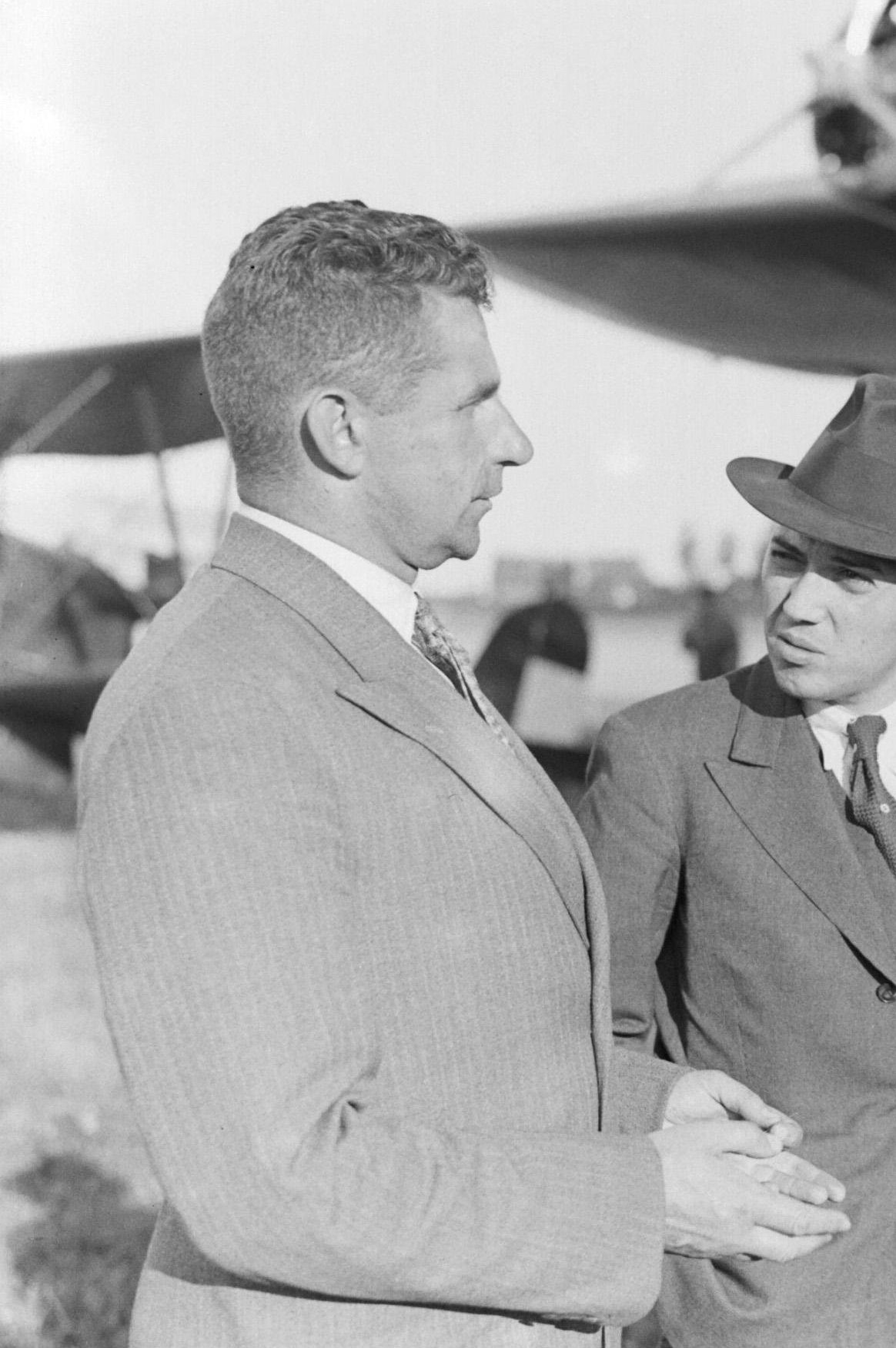
Yakov Alksnis aux Pays-Bas en 1934.

En janvier 1937, Alksnis est nommé commissaire adjoint du peuple à la défense de l'aviation.
Alksnis participe aux grandes purges au sein de l'Armée rouge. En juin 1937, il siège au tribunal de la parodie de procès dans l'« affaire de l'Organisation militaire trotskyste antisoviétique ». Il s'y montre l'un des membres les plus actifs, incriminant les accusés de toutes les manières possibles et insistant pour que la peine de mort leur soit appliquée.
Le 23 novembre 1937, il est arrêté par le NKVD , dans le cadre de l'« opération lettonne (en) », et expulsé du parti communiste. Torturé lors de son interrogatoire, il finit par signer, le 25 novembre une déclaration suivant laquelle il est un espion au service de la Lettonie depuis 1935, avant de se « souvenir » qu'il espionnait depuis 1922 et qu'il appartenait à une « organisation nationaliste lettonne dans l'Armée rouge » depuis 1936.
Accusé de participation à un complot militaire, il plaide coupable lors de son procès. Le 28 juillet 1938, le collège militaire de la Cour suprême de l'URSS le reconnaît coupable, en vertu de l'article 58-1 « b », paragraphes 8 et 11 du code pénal de la RSFSR, et le condamne à mort. Il est fusillé le 29 juillet 1938 sur le champ de tir de Kommounarka.
Le 1er février 1956, en pleine déstalinisation, Alksnis est réhabilité à titre posthume par décision du Collège militaire de la Cour suprême de l'URSS. L'école des forces aériennes de Riga a été baptisé en son honneur. Viktor Alksnis (en), petit-fils de Yakov Aksnis né en 1950, est un ancien officier de l'armée de l'air soviétique et un homme politique russe partisan de l'union de la Lettonie à l'URSS à la fin des années 1980 et au début des années 1990.

## Famille

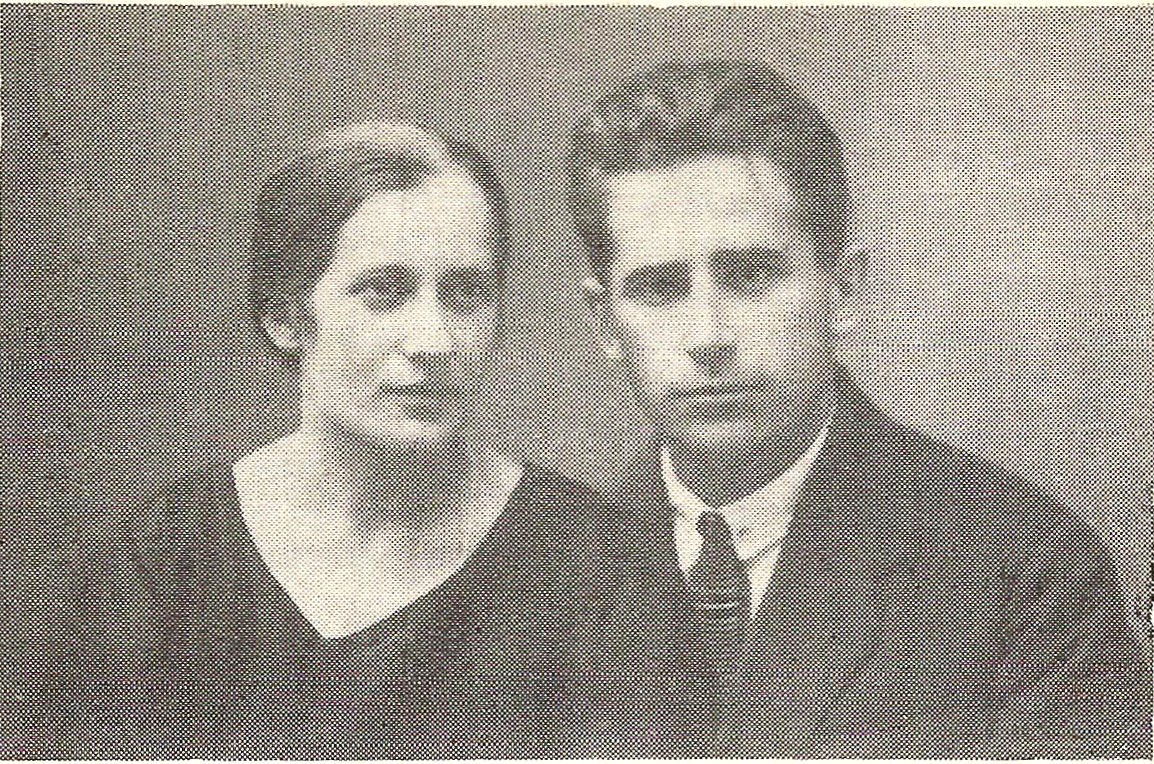
Yakov Alksnis et Christina Mednis en 1922.

En 1922, Alksnis se marie avec la chercheuse Christina Karlovna Mednis. Après l'arrestation de son mari, son épouse est condamnée à 8 ans de travaux forcés dans un camp, peine qu'elle effectue à Temlag. Après sa libération, elle vit à Riga de 1946 à 1949, avant d'être à nouveau arrêtée et condamnée à l'exil dans la région de Kemerovo jusqu'en 1954.
Âgé de 10 ans lors de l'arrestation de ses parents, son fils, Imamts est envoyé dans un orphelinat. Diplômé de l'université, il devient ingénieur civil et travaille dans l'industrie.

## Grades
- Enseigne - 1917
- Commandant de 2e rang - 20 novembre 1935[26]

## Récompenses
- Ordre de Lénine (18 août 1933)[12] ;
- Ordre du Drapeau rouge (23 février 1928)[12],[27] ;
- Ordre de l'Étoile rouge (14 mai 1936) « pour l'organisation et la conduite d'un ordre exemplaire le jour du défilé et de la manifestation du 1er mai »[28] ;
- Ordre du Drapeau rouge (Mongolie) (5 mai 1935)[12].

## Hommages
En 1967, est paru un recueil de mémoires consacré à Yakov Alksnis. Y ont contribué notamment : le maréchal de l'air en chef Konstantin Verchinine (ru), le maréchal de l'air Stepan Krasovski (ru), le colonel-général de l'air Mikhail Gromov, Nikolaï Kamanine, Nikolaï Chimanov (ru), Fédor Chinkarenko (ru), les lieutenants-généraux Alexandre Beliakov (ru), Boris Sterligov (ru), Vladimir Pichnov (ru), Georgui Gvozdkov (ru) et Konstantin Ivachtchenko, les généraux de division Piotr Stefanovski (ru), Andreï Youmachev (ru), Gavriil Prokofiev (ru) Zinovi Pomerantsev (ru), Joseph Smaga (ru), Alexandre Tourjanski (ru), Tigran Melkoumian (ru) et Pavel Kvade (ru).
En 1967, un buste en l'honneur du commandant de l'Armée de l'air rouge et membre du Conseil militaire révolutionnaire de l'URSS a été érigé dans le village de Monino, dans l'oblast de Moscou, par décision du chef de la garnison de Monino, le maréchal de l'air  Stepan Krasovski (ru).
En 1967, à Riga, la rue Rundena a été rebaptisée rue Yakov Alksnis par décision du Conseil des ministres de la République socialiste soviétique de Lettonie. En 1990, la rue retrouve son nom historique : Ebreju iela (« rue juive », car elle menait au cimetière juif, au XIXe siècle).
De 1968 à 1993, le nom de Yakov Ivanovitch Alksnis a été donné à l'École supérieure d'ingénierie de l'aviation militaire de Riga (ru), située à Riga, aux bords du lac Ķīšezers, sur la base d'un ancien aérodrome. L'école a été dissoute à l'automne 1993 dans le cadre du retrait de l'armée soviétique du territoire de la Lettonie.
En 1977, un panneau commémoratif a été dévoilé dans la patrie de Yakov Ivanovitch Alksnis. Le sort de ce panneau est actuellement inconnu.
Le nom « Yakov Alksnis » a été donné à un navire frigorifique de la Compagnie maritime lettone (ru).